# Варфоломеев, Павел Николаевич
Па́вел Никола́евич Варфоломе́ев (род; 8 июля 1949 года, Пермь, Пермский край, СССР — 17 сентября 2001 года, Грозный, Чеченская Республика) — генерал-майор Вооружённых сил России, заместитель начальника Главного управления кадров Минобороны РФ (?—2001).

## Биография
Павел Николаевич Варфоломеев Родился 8 июля 1949 года в городе Пермь Пермского края Советского Союза.
В 1967 году окончил Свердловское суворовское военное училище.
В 1971 году окончил Омское ВОКУ
Командир 43-го отдельного полка охраны штаба Группы советских войск в Германии в конце 1980-х — начале 1990-х годов.
После распада Советского Союза он занимал должность заместителя начальника управления Главного управления кадров Минобороны РФ.
В 1999—2001 годах — участник Второй чеченской войны.

### Гибель
17 сентября 2001 года в районе Дома Правительства города Грозного Вооружёнными силами Ичкерии был сбит российский вертолёт Ми-8, на борту которого находились российские генералы и офицеры. В результате погибли 10 пассажиров вертолёта, в том числе и Павел Варфоломеев.

## Память
- Улица имени Павла Варфоломева в Мотовилихинском районе города Пермь.